# Banjarnegara
Banjarnegara este un oraș din Indonezia.